# Супер 8
«Супер 8» (англ. Super 8) — американський науково-фантастичний трилер, режисером і сценаристом якого виступив Джефрі Джейкоб Абрамс, а співпродюсером Стівен Спілберг.

## Сюжет
Поїзд, що переміщає в 1979 році щось секретне в контейнері з написом «Військово-повітряні сили США» з «Зони 51» на авіабазу в штаті Огайо, потрапляє в катастрофу, і з контейнера виривається «щось», що володіє надлюдською силою. Його вдається зняти декільком очевидцям на камеру Super 8...
Внаслідок нещасного випадку  на роботі гине мати головного героя - Джо Лемба. Він та його батько тяжко переживають втрату близької людини.
Проходить 4 місяці після трагічної події. В Джо починаються канікули й він разом із друзями Керрі, Престоном, Чарльзом і Мартіном збираються знімати кіно. Чарльз запрошує на роль дружини головного героя Еліс Дейнард, яка, схоже, подобається Джо. Основна локація сцени, яку задумав зняти Чарльз - невеличка дерев'яна будівля біля залізничної дороги. Під час репетиції всі хлопці стають враженими наскільки гарно виконує свою роль Еліс, але на горизонті з'являється потяг і Чарльз вирішує почати «екстремальні зйомки». Поїзд на шаленій швидкості проноситься повз «знімальний майданчик», сцену майже завершено, та Джо помічає як назустріч локомотиву виїжджає автомобіль. Відбувається зіткнення, що призводить до вибухів та жахливих руйнувань. Друзям дивом вдається вижити. На місці аварії одразу з'являються люди у військовій формі.
Попри пережитий шок, діти під натиском Чарльза все ж збираються знову, щоб продовжити зйомки.
Побачивши Джо біля військових машин (там друзі влаштували чергові зйомки) його батько, замісник шерифа міста, забирає камеру та забороняє йому бачитись з Еліс. Пізніше Еліс вночі залазить через вікно до кімнати Джо, де вони розмовляють про наболіле.
Повернувшись додому, дівчина свариться з батьком та тікає з дому. Луї Дейнард намагається наздогнати її та потрапляє в аварію. А Еліс посеред дороги хапає невідома істота.
Чарльз і Джо, переглядаючи запис камери в момент катастрофи, бачать те, що вилізло з вагона поїзда.
Пізніше друзі знову збираються разом, але тепер уже, щоб піти на пошуки Еліс.
Вже в місті Мартін в результаті вибуху отримує перелом ноги. Чарльз вирішив залишитись з ним, а Джо і Кері продовжують пошуки вже удвох. Хлопці знаходять  печеру загадкової істоти, де в ході безлічі героїчних дій вони рятують Еліс та вибираються назовні.

## У ролях
- Джоел Кортні — Джо Ламб
- Ель Феннінг — Аліса Дайнард
- Райлі Гріффітс — Чарльз Кезнік
- Райан Лі — Кері Маккарті
- Зак Міллс — Престон Скотт
- Габріель Бассо — Мартін Рід
- Кайл Чендлер — Джексон Ламб
- Катріна Балф — Елізабет Ламб
- Аманда Мічалка — Джен Кезнік
- Рон Елдард — Луї Дайнард
- Майкл Джаккіно — Кроуфорд
- Ноа Еммеріх — полковник Нелек
- Брюс Грінвуд — Купер
- Дейл Діккі — Еді
- Девід Галлагер — Донні